# 14-й корпус СС
14-й армійський корпус СС (нім. XIV. SS-Armeekorps) — військове формування, корпус у складі військ Ваффен-СС, що брав участь у бойових діях в кінці Другої світової війни.

## Історія
Командування корпусу було створено 4 листопада 1944 року в Ельзасі шляхом переформування командного штабу по боротьбі з бандитизмом. Допоміжні корпусні частини почали формуватися 10 листопада 1944 року. До складу корпусу входили 9-та фольксгренадерська дивізія і різні запасні частини, загальна чисельність корпусу становила 12 000 чоловік. У грудні корпус увійшов до складу 19-ї армії і був розташований в районі Страсбурга. Крім різних другосортних частин корпусу були додані дві великокаліберні артилерійські установки на залізничних платформах. На початку січня 1945 року частини корпусу брали участь в операції «Нордвінд». В кінці січня штаб корпусу і його допоміжні частини були звернені на формування X армійського корпусу СС.

## Райони бойових дій
- Франція та Західна Німеччина (листопад 1944 — січень 1945).

## Командири
- Группенфюрер СС і Генерал-лейтенант Ваффен-СС і Поліції Гайнц Райнефарт (листопад 1944)
- Обергруппенфюрер СС і Генерал Ваффен-СС і Поліції Еріх фон дем Бах (10 листопада 1944 — 25 січня 1945)

## Бойовий склад 14-го корпусу СС
Формування управління, забезпечення та підтримки
- 41-ша рота зв'язку СС (41. SS-Polizei Nachrichten Kompanie)

- 9-та фольксгренадерська дивізія (9. Volks-Grenadier-Division);
- окремі формування.

- 10-та парашутна дивізія (10. Fallschirmjäger-Division);
- 553-тя фольксгренадерська дивізія (553. Volks-Grenadier-Division);
- 716-та піхотна дивізія (716. Infanterie-Division).
- окремі формування.